# 백사이드 버스
개인용 컴퓨터 마이크로프로세서 아키텍처에서 백사이드 버스(back-side bus, BSB)는 초기 인텔 플랫폼에서 CPU를 CPU 캐시 메모리(일반적으로 오프 다이 L2)에 연결하는 데 사용되는 컴퓨터 버스였다. 디자인이 프론트 사이드 버스(FSB)와 함께 백사이드 버스를 활용하는 경우 해당 디자인은 듀얼 버스 아키텍처를 사용하거나 인텔 용어로 DIB(Dual Independent Bus) 아키텍처를 사용한다고 한다. 백사이드 버스 아키텍처는 2세대 펜티엄 III과 같은 최신 프로세서가 당시 고급 전송 캐시로 광고되었던 온다이 L2 캐시를 통합하기 시작하면서 발전했지만 인텔은 펜티엄 III이 끝날 때까지 DIB를 계속 언급했다.

## 같이 보기
- CPU 캐시
- 버스 (컴퓨팅)
- 프론트 사이드 버스